# Leptogomphus coomansi
Leptogomphus coomansi là loài chuồn chuồn trong họ Gomphidae. Loài này được Laidlaw mô tả khoa học đầu tiên năm 1936.